# Sympetrum striolatum
Sympetrum striolatum és un odonat anisòpter de la família Libellulidae. Es tracta d'una espècie que s'estén des d'Europa fins al Japó i al voltant de la Mediterrània. Habita en aigües estancades o amb poc corrent, encara que siguin pobres en oxigen, en àrees assolellades.
Envergadura alar d'uns 58 mm. Presenta un marcat dimorfisme sexual, sobretot en la coloració: els mascles són vermelloses mentre que les femelles són groguenques o marronoses. El mascle immadur és similar a una femella. Les ales són completament transparents amb venació marró vermellosa i el pterostigma també el tenen marró vermellós o simplement vermell.